# Vapor Trail
Vapor Trail: Hyper Offence Formation, appelé Kuhga: Operation Code "Vapor Trail" (空牙 Operation Code "Vapor Trail") au Japon, est un jeu vidéo de type shoot them up développé et commercialisé par Data East, sorti en 1989 sur borne d'arcade. Il a été adapté sur Mega Drive en 1991.